# Kocatepe, Bayrampaşa
Kocatepe là một xã thuộc huyện Bayrampaşa, tỉnh Istanbul, Thổ Nhĩ Kỳ.